# Castello San Giorgio
(atti del Senato di Genova del 25 agosto 1605)
Il castello di San Giorgio è un'antica fortificazione genovese sull'altura della città della Spezia detta "colle del Poggio". 

Il castello è raggiungibile dalla via XXVII Marzo che attraversa quanto oggi rimane della cintura di mura erette nel XIV secolo a difesa della città.

## L'architettura
Il castello si compone su due piante quadrangolari contigue.
Nella parte superiore del castello si possono notare tessuti murari medioevali inglobati in strutture di epoche successive. Tra questi è un elemento a pianta quadrata (di 5,50 metri di lato) che si ritiene possa essere la torre del primitivo edificio altomedievale, probabilmente il maschio del sistema difensivo originario.
La cinta muraria trecentesca, tuttora parzialmente visibile, è realizzata in conci di pietra disposti a filaretto e con elementi angolari squadrati di maggiori dimensioni. Sono tuttora ben visibili le sottili feritoie verticali per gli arcieri.
Il castello conservò la sua struttura medioevale fino alla metà del XV secolo quando l'introduzione delle artiglierie impose la costruzione di nuove murature di forte spessore, anche se di minore accuratezza costruttiva, con profilo a scarpa e caratterizzate da feritoie per armi da fuoco per il tiro radente.
Gli ambienti interni, coperti da volte, risalgono ai lavori disposti dal governo genovese nei primi anni del XVII secolo. In questo periodo fu aumentata la resistenza passiva alla caduta dei proiettili da bombarda mediante il riempimento elastico dei muri perimetrali con terra bagnata per faciltarne il compattamento. I due bastioni maggiormente esposti, ad est e nord-ovest, furono interamente rivestiti con un nuovo apparato murario tuttora osservabile.
Sotto il portale d’ingresso al castello, in corrispondenza della parte più antica del complesso, nello spazio a verde antistante sono ancora visibili i resti del battiponte dell'originale ponte levatoio medievale. 

Una torre con merlature guelfe per gli arcieri protegge il portale di accesso da destra per una facile difesa contro eventuali assalitori.
La fortificazione possiede due ingressi, uno a nord e uno a ovest sul quale sono posti lo stemma di Genova e un bassorilievo che rappresenta la lotta tra San Giorgio e il drago.

## Storia

### Medioevo
Il primo nucleo originario del castello, che è stato ricostruito e modificato nel corso dei secoli successivi, era sorto nel 1262 per volere di Nicolò Fieschi, che, volendo instaurare la sua Signoria guelfa sulla Spezia, fece ampliare un vecchio forte altomedievale che già esisteva sul colle del Poggio.
Nel 1273 le truppe della Repubblica di Genova, al comando di Oberto Doria, sconfissero le forze del Fieschi, espugnarono il castello e lo distrussero, saccheggiando il borgo spezzino e costringendo Nicolò Fieschi a cedere parte dei suoi possedimenti alla Repubblica.

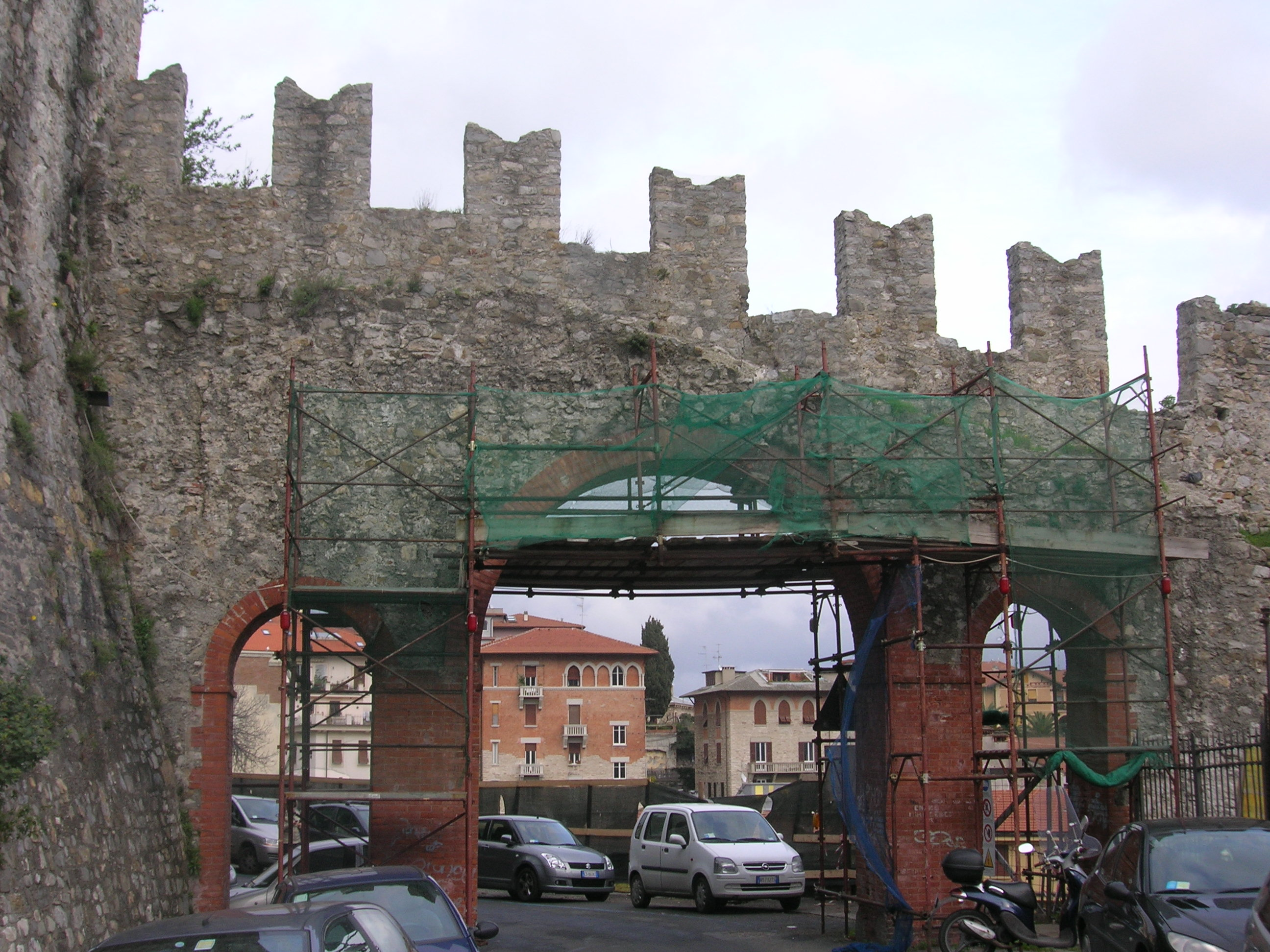
Le mura cittadine
XIV secolo

Quando, nel 1343, il doge genovese Simone Boccanegra decise di elevare il Luogo de Spetia a sede di Podesteria, il castello venne restaurato.
Pochi anni più tardi, nel 1365, la città ed il castello subirono gravi distruzioni dall'assedio della Compagnia di ventura di Ambrogio Visconti.
Il castello venne ricostruito nel 1371. Risale a questo periodo anche la costruzione delle nuove mura di cinta del borgo, di cui rimane tuttora una testimonianza di un tratto di circa trecento metri. Nel breve tratto rimasto si possono osservare ancora le caratteristiche merlature ghibelline e il cammino di ronda delle guardie.
Il percorso delle antiche mura scendeva verso l'attuale via Biassa, seguiva l'odierna via Colombo verso il mare e, passando per la via Sapri, ripiegava verso la chiesa dei Santi Giovanni ed Agostino risalendo verso il Castello.
Poiché la cinta muraria in origine non includeva al suo interno l'edificio della chiesa di Santa Maria, nell 1436, fu necessario demolire la chiesa per sottrarla alla devastazione da parte delle truppe viscontee, per poi ricostruirla più tardi al sicuro all'interno del perimetro difensivo.

### Dal XV secolo al XVIII secolo

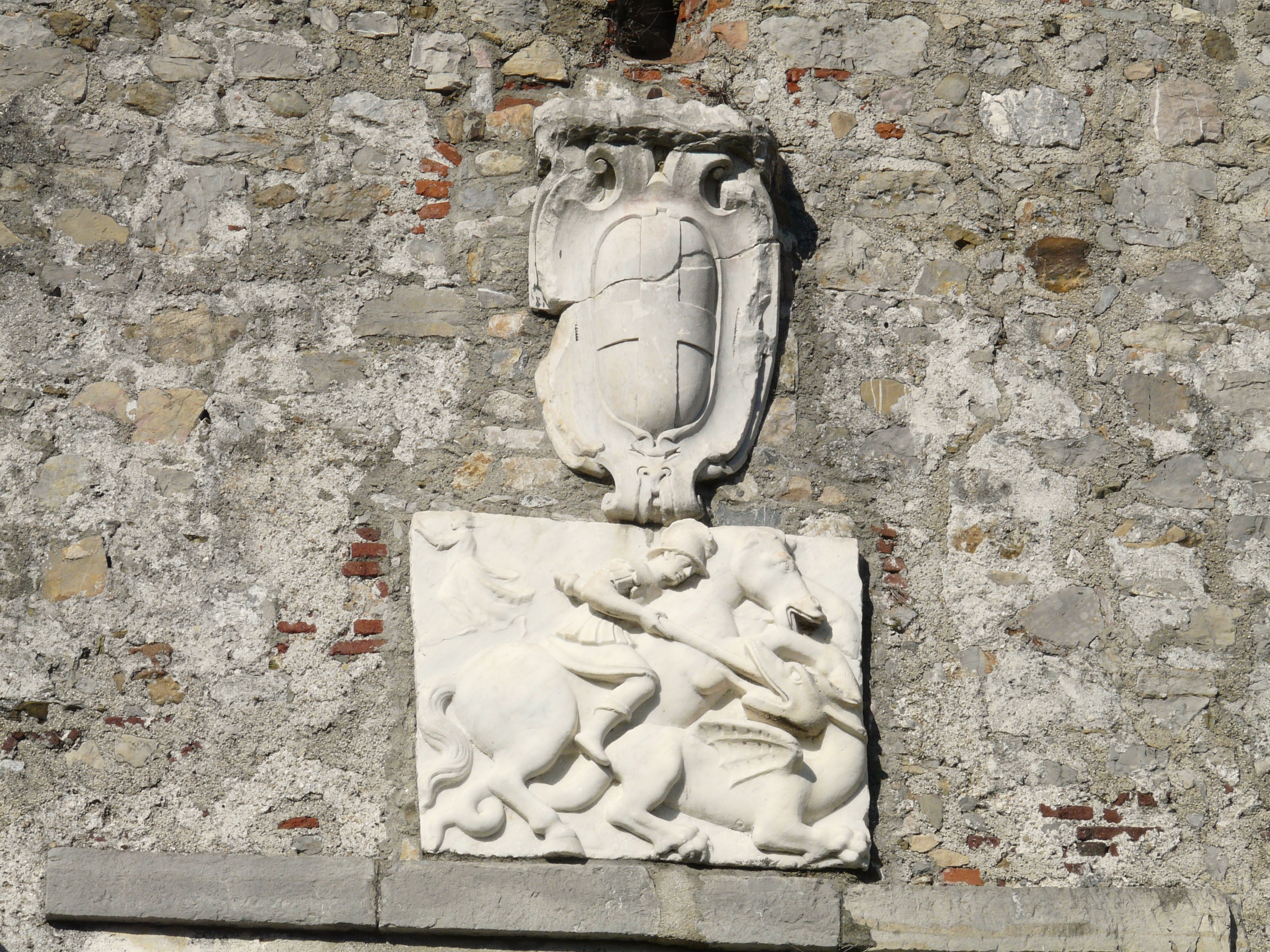
Stemma di Genova
e bassorilievo di San Giorgio
XVII secolo

Nel 1443 l'impianto medievale del Castello viene radicalmente modificato con l'aggiunta di un corpo a valle, costruito per l'utilizzo delle armi da fuoco.
Nel 1447 Raimondo Biassa, fratello di Antonio è nominato Capitano.
Nel 1554 hanno luogo altri importanti lavori: viene costruita la Bastia, importante opera difensiva di appoggio, a nord-est del Castello, e viene effettuata una riqualificazione della parte sommitale del Castello stesso.
Nel 1570 il futuro doge Gerolamo Assereto è nominato Capitano del Castello.
Nel 1606 la Repubblica genovese decise infine di modificare e rafforzare il castello con la costruzione, fuori dalle mura, più a monte e addossato alla vecchia fortezza, di un nuovo più ampio e moderno corpo a pianta quadrata con bastioni poligonali avanzati ai quattro angoli. 
Il basamento della nuova costruzione è a scarpa, di forte spessore e diviso dal paramento verticale superiore da un semplice bordo d'arenaria. Alcune postazioni di vedetta sono costruite agli angoli delle murature dove sono ampie feritoie strombate per orientare il tiro dei cannoni.
I lavori, iniziati il 18 luglio 1607 si conclusero nell'autunno dell'anno successivo.
Nello stesso periodo il governo genovese dispose la costruzione di altre fortificazioni nell'area del golfo (come Portovenere e Lerici), al fine di rafforzare le capacità difensive del golfo.
Nel 1609 la guarnigione venne incrementata, raggiungendo l'organico di venti unità: un capitano, due bombardieri, un tamburino e sedici soldati.

Un decreto emanato il 26 ottobre 1609 stabiliva alcune regole per il castello : il Castellano, che doveva essere di rango nobile e non poteva uscire all'esterno della fortezza pena la morte.
Altre opere difensive vengono costruite nel 1748.

### XIX secolo
Il Regno di Sardegna operò per riorganizzare le opere difensive del territorio spezzino, nell'ottica del suo sviluppo e la costruzione del nuovo Arsenale in città.
Il castello di San Giorgio venne ceduto all'Amministrazione comunale e addirittura, nel 1885, rischiò di essere demolito per costruire nella sua area il nuovo ospedale civico. Il luogo era particolarmente gradito dal professor Pagliani, direttore generale della Sanità pubblica. 
Fu perfino bandito un concorso nazionale per il progetto che fu in seguito accantonato sia perché troppo costoso che per l'intervento dell'Ufficio regionale per la conservazione dei monumenti che si oppose alla demolizione. Il nuovo ospedale venne quindi costruito sulla collina di San Cirpiano, sede dell'attuale ospedale Sant'Andrea.
Così il castello poté rimanere a testimoniare le vicende della storia cittadina.

### XX secolo
Nel 1934 il Comune si preoccupò di avviare i lavori di restauro, grazie anche al sollecito interesse e l'impegno del direttore della biblioteca civica, Ubaldo Formentini. 

Successivi e più importanti lavori di recupero e di restauro del complesso vennero avviati nel 1970 da parte della Soprintendenza per i beni ambientali e architettonici di Genova e Pisa. I lavori ebbero inizio nel 1985 per concludersi nel 1998.

### Il Castello oggi
Il Castello di San Giorgio ospita le Collezioni archeologiche del Museo Ubaldo Formentini, ricca raccolta di statue stele della Lunigiana, straordinarie sculture antropomorfe dell'età del rame e del ferro, e dei reperti di statuaria, ritrattistica e mosaici provenienti dagli scavi della città di Luni.

## Galleria d'immagini

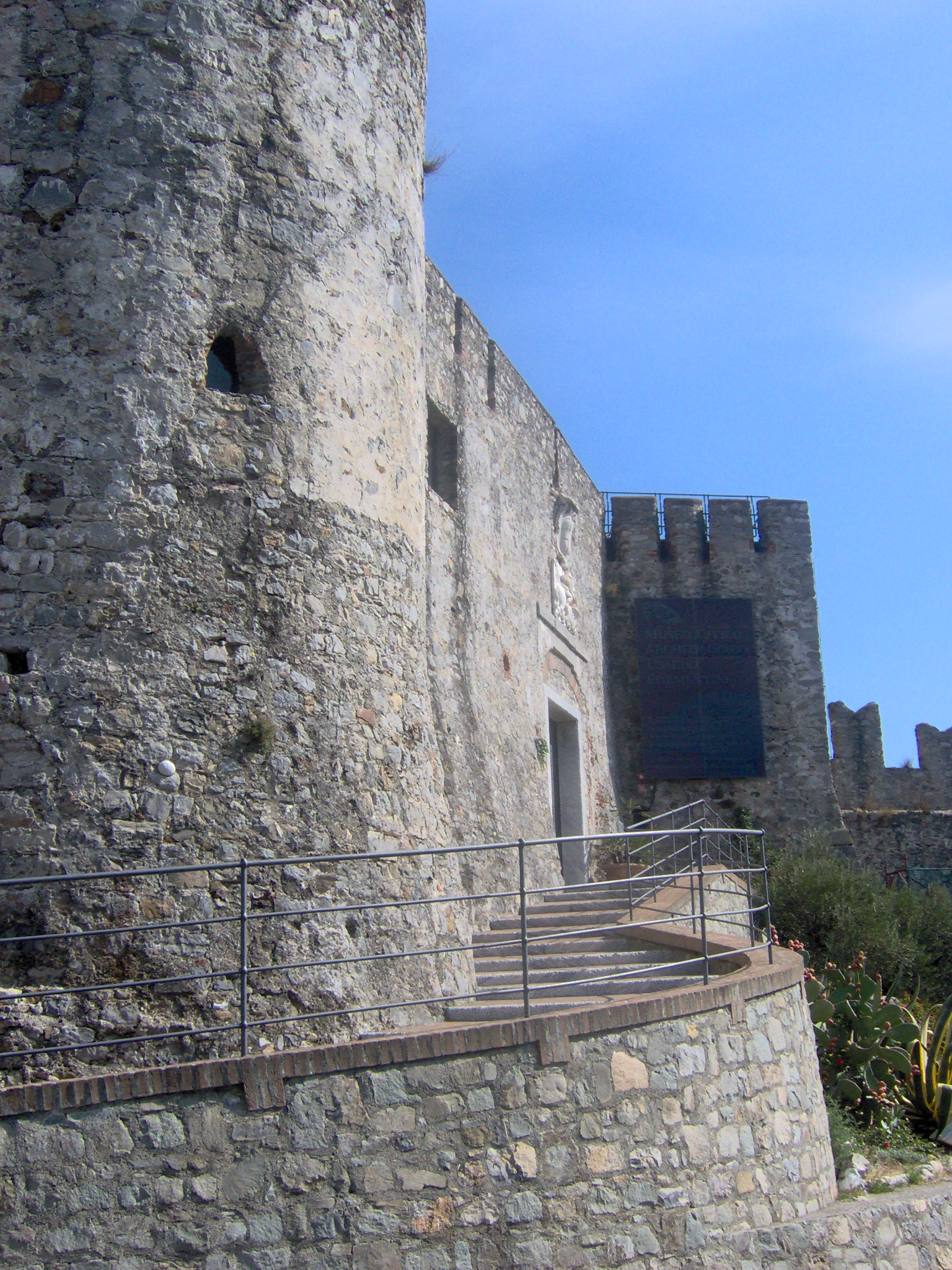
Odierna scalinata d'accesso
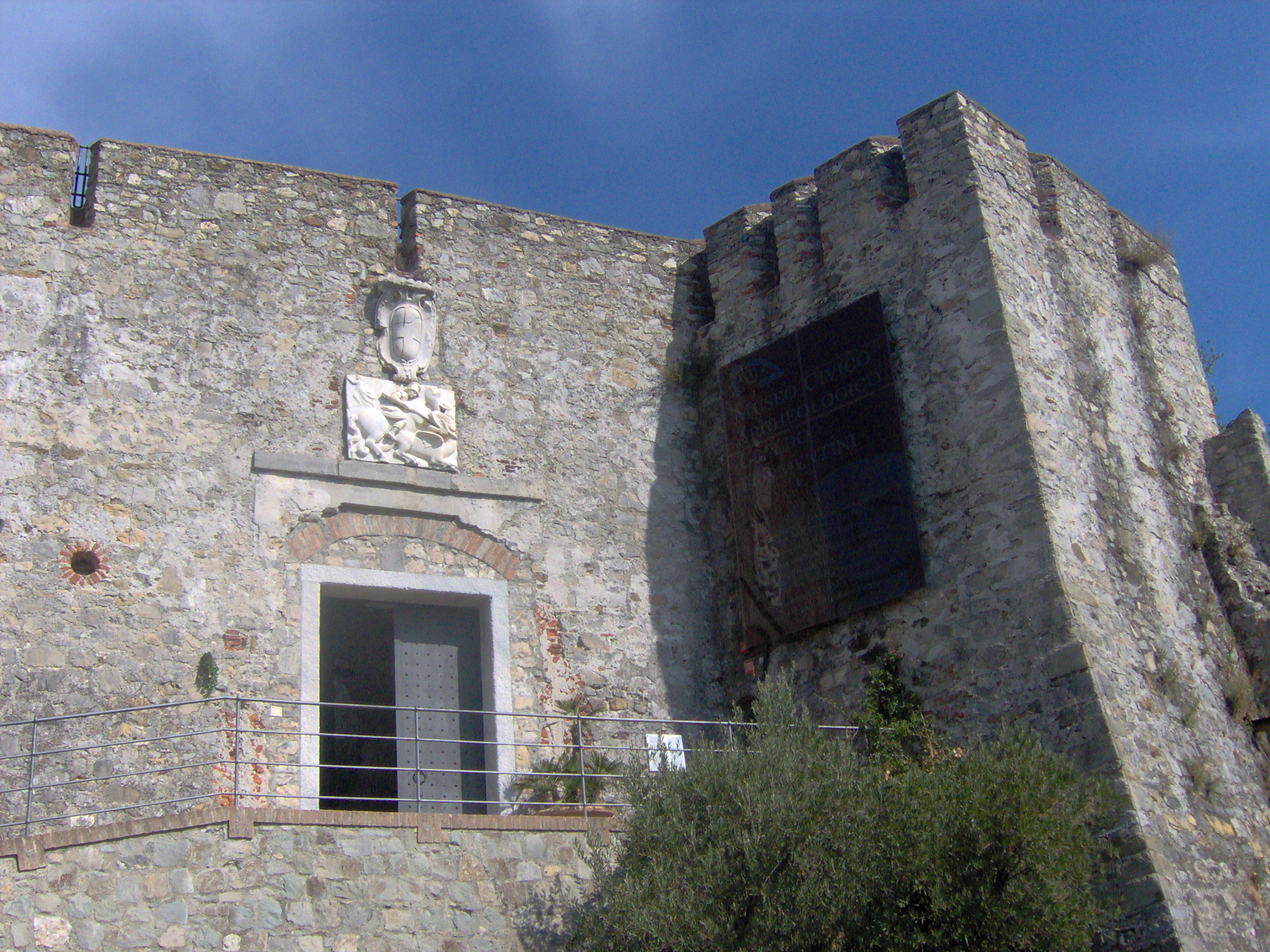
Portale d'ingresso e torre difensiva XIV secolo
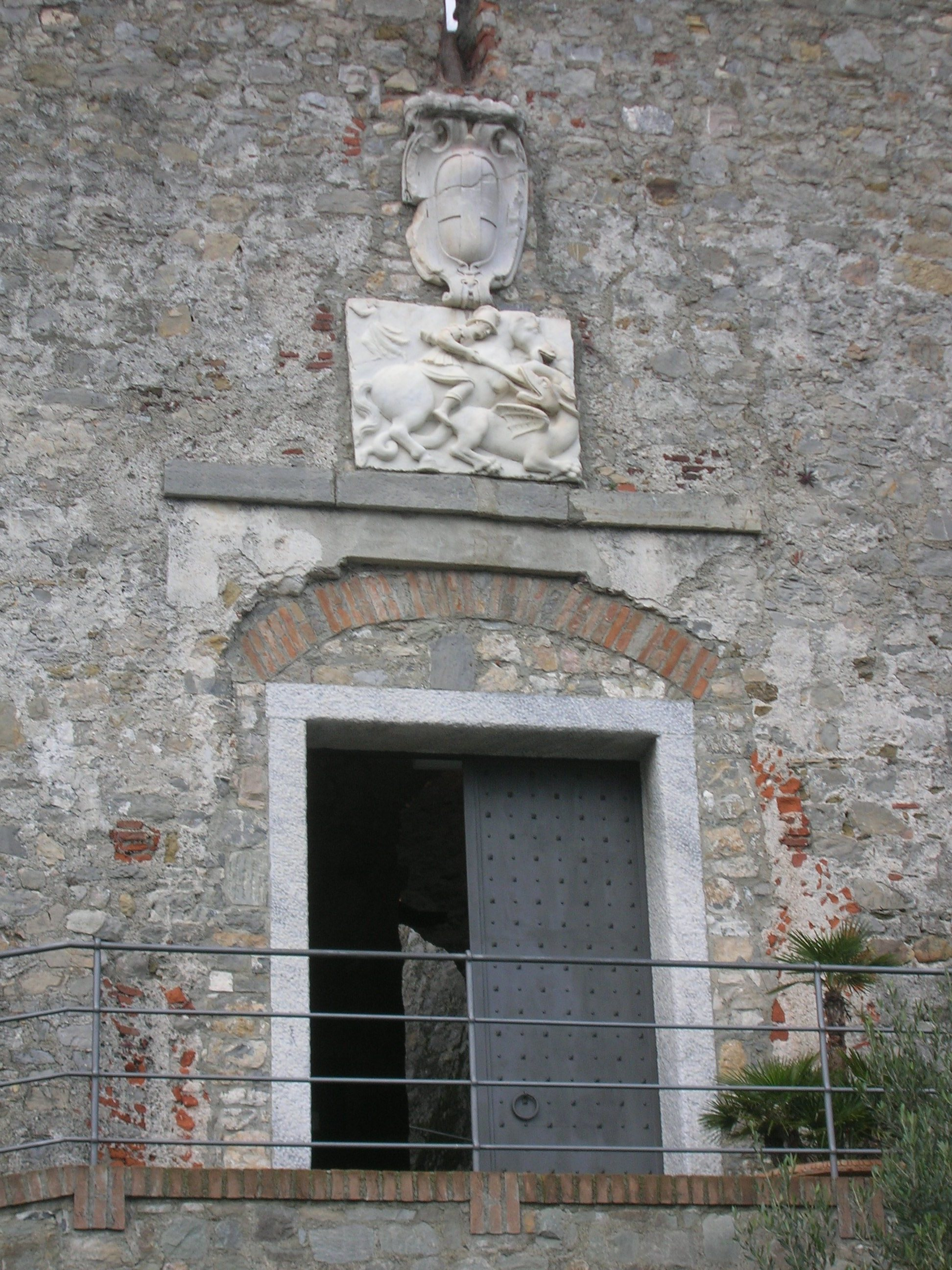
Il portale con lo stemma genovese e il bassorilievo di San Giorgio
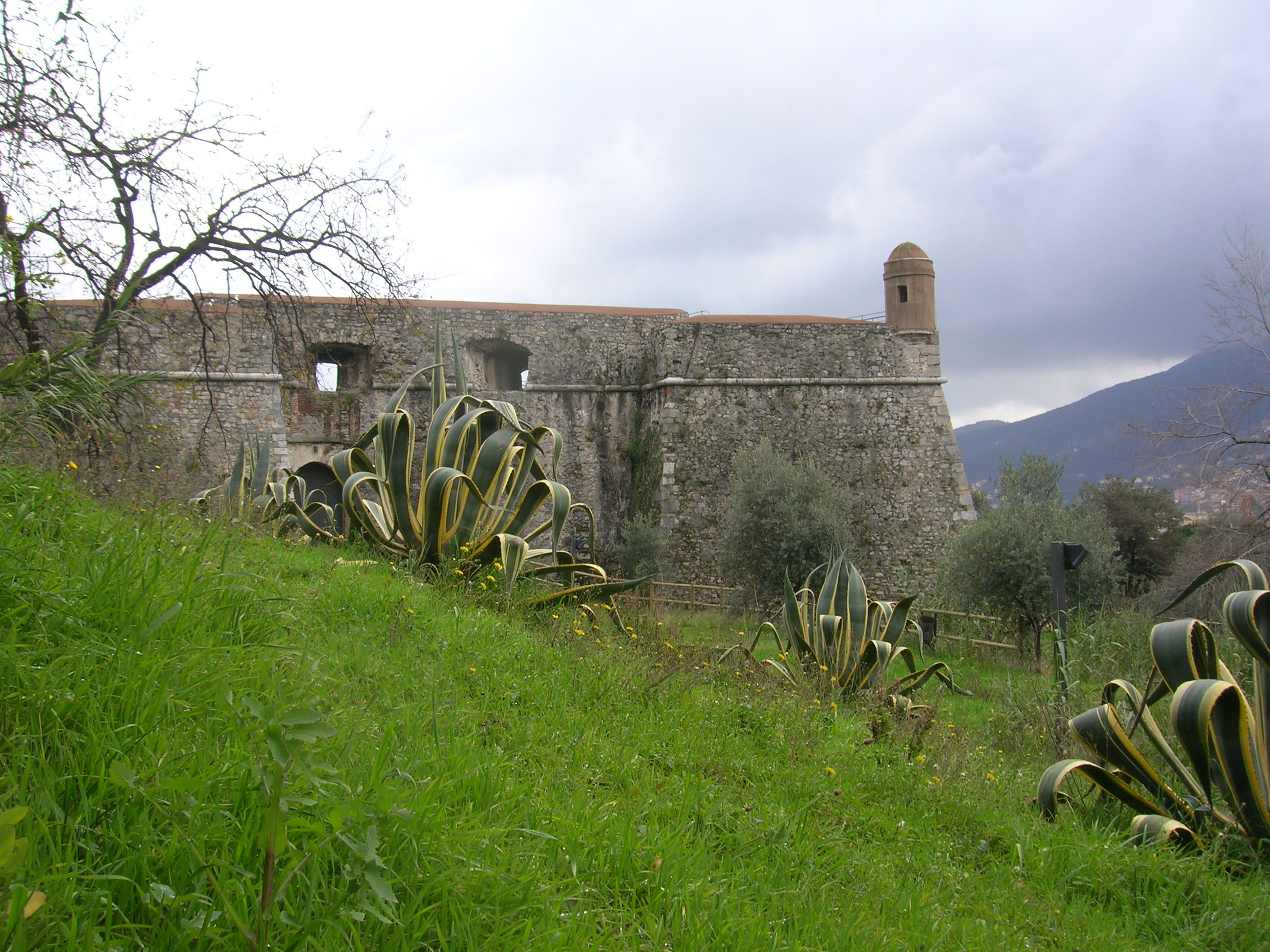
Il parco, una torretta di guardia e le feritoie per i cannoni XVII secolo
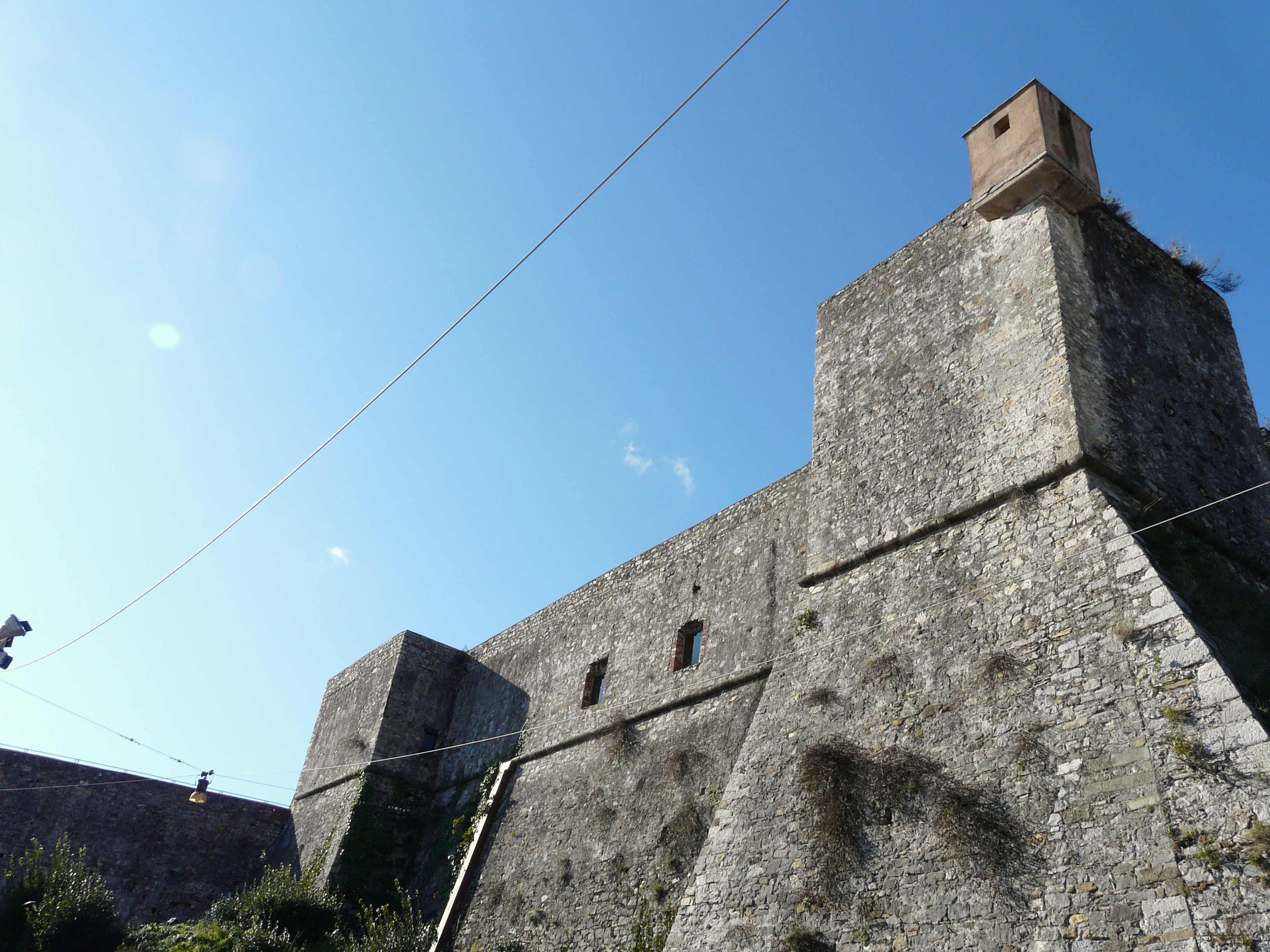
Torre angolare con basamento a scarpa XVII secolo
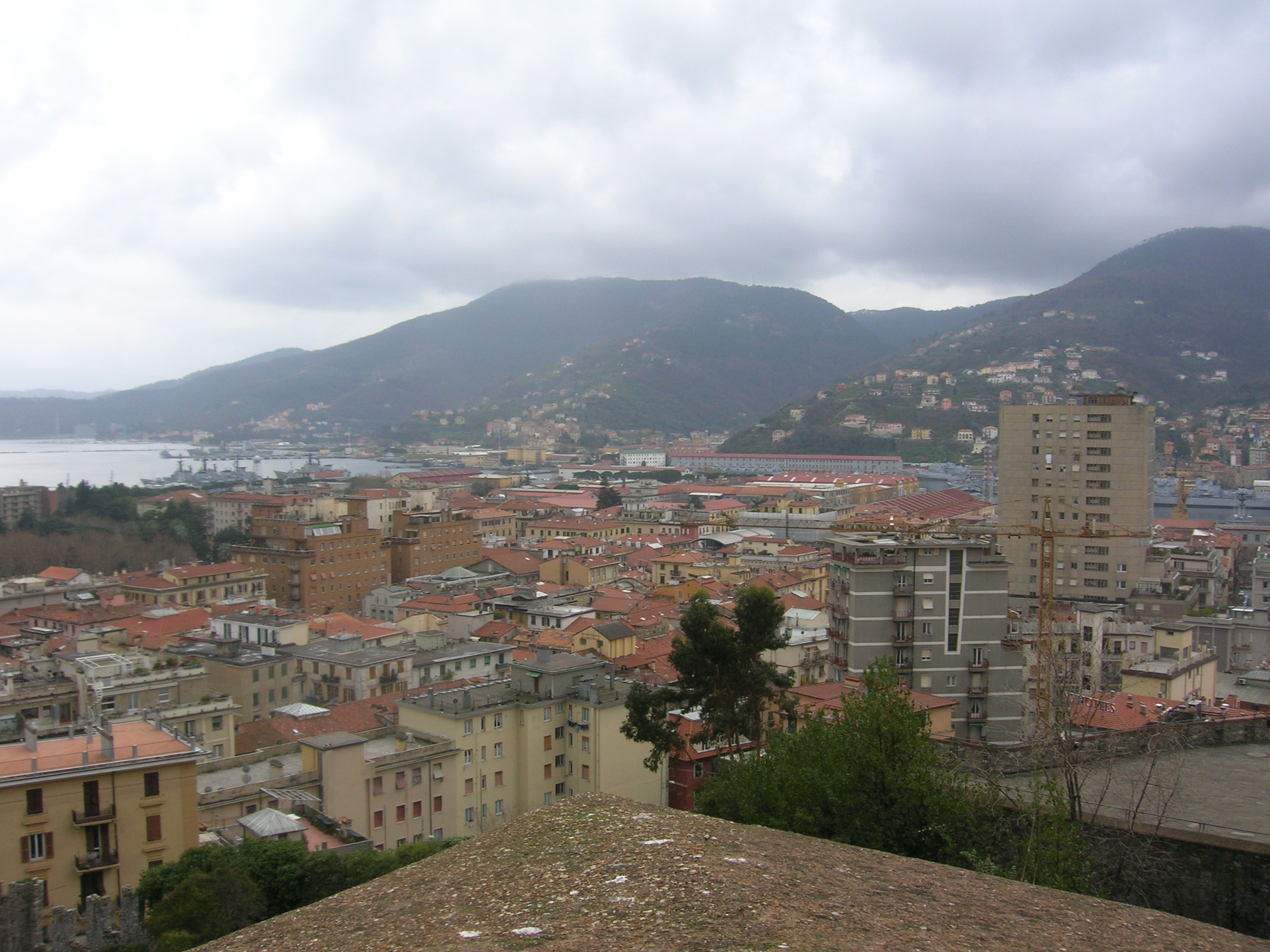
Veduta dal castello sul centro storico